# Stanisław Sozański
Stanisław Sozański herbu Korczak (ur. 6 kwietnia 1859 w Kornalowicach, zm. 19 marca 1939 w Kornalowicach) – ziemianin, polityk konserwatywny, poseł do austriackiej Rady Państwa.
Ukończył gimnazjum św. Jacka w Krakowie (1876) i wydział prawa na Uniwersytecie Jagiellońskim (1880), w 1885 uzyskał na nim tytuł doktora praw. Po studiach pracował w Prokuratorii Skarbu Państwa we Lwowie jako urzędnik – koncypient (1881-1889). W 1888 odbył praktykę w Sądzie Krajowym w Wiedniu. Auskultant w Sądzie Krajowym we Lwowie (1889-1890), następnie adiunkt w Sądzie Powiatowym w Drohobyczu (1891) Sądzie Krajowym we Lwowie (1892-1898). Od 1892 oddelegowany do Sekretariatu Sądu Najwyższego (Obersten Gerichtshof) w Wiedniu, Od listopada 1896 vice-sekretarz ministerialny w Ministerstwie Kolei, od 1898 w Ministerstwie Oświaty. W 1900 przeniesiony w stan spoczynku.
Ziemianin, właściciel dóbr ziemskich Kranzberg (w po. samborskim), Grabowiec i Białoskórka (w pow. tarnopolskim) i Grzęda z Wulką (w pow. lwowskim). W 1914 przejął dobra rodzinne Kormalowice (Hordynia, Dublany, Kornalowice oraz Ozimina) po śmierci brata Feliksa. Z przekonań konserwatysta, podobnie jak brat związany z wschodniogalicyjskimi podolakami. Poseł do austriackiej Rady Państwa X kadencji (31 stycznia 1901 – 30 stycznia 1907), wybrany w kurii I – większej własności ziemskiej, w okręgu wyborczym nr 9 (Sambor-Staremiasto-Turka-Drohobycz-Rudki). W parlamencie należał do Koła Polskiego w Wiedniu i grupy posłów – podolaków.
Koneser, znawca sztuki i kolekcjoner. Część rodzinnych zbiorów sztuki (szkice Aleksandra Grottgera, rysunki Leona Ostrowskiego) Stanisław Sozański podarował w 1931 Bibliotece Jagiellońskiej.
8 stycznia 1927 przekazał zastrzegając sobie ich dożywotnie używanie majątki Kornalowice, Hordynia, Kranzberg, Dublany (w pow. samborskim) Grabowiec i Białoskórka (w pow. tarnopolskim), (własne i odziedziczone po bracie – zgodnie z intencją tego ostatniego) na rzecz Polskiej Akademii Umiejętności w Krakowie.  Dochody z tego zapisu miały być dzielone pomiędzy PAU (75%), arcybiskupstwo krakowskie (na cele charytatywne) oraz przemiennie: Bibliotekę Jagiellońską i kościół Mariacki w Krakowie (na konserwację budowli). Darowiznę tą 23 czerwca 1927 Rada Ministrów RP uwolniła zapisane dobra od przymusowej parcelacji i wywłaszczenia. Akt ten zatwierdził prezydent Ignacy Mościcki 30 października 1930. W 1939 po śmierci donatora  PAU przejęła zarząd majątku.
Pochowany w rodzinnej kaplicy grobowej w Kornalowicach.

## Rodzina i życie prywatne
Urodził się w rodzinie ziemiańskiej, syn Celestyna i Felicji z Dobrzańskich, brat Feliksa Sozańskiego (1860-1914) oraz brat stryjeczny malarza Michała Sozańskiego. Rodziny nie założył.